# Droga wojewódzka 776
Die Droga wojewódzka 776 (DW776) ist eine 92 Kilometer lange Droga wojewódzka (Woiwodschaftsstraße) in der Woiwodschaft Heiligkreuz und der Woiwodschaft Kleinpolen in Polen, die Kraków mit Busko-Zdrój verbindet. Die Strecke liegt in der Kreisfreien Stadt Kraków, im Powiat Krakowski, im Powiat Proszowicki, im Powiat Kazimierski, im Powiat Pińczowski und im Powiat Buski.

## Streckenverlauf
Woiwodschaft Kleinpolen, Kreisfreie Stadt Kraków
-  Kraków (Krakau) (A4, S7, DK7, DK 44, DK75, DK79, DK94, DW774, DW780, DW794)

Woiwodschaft Kleinpolen, Powiat Krakowski
- Prusy
- Sulechów
- Kocmyrzów
- Pietrzejowice

Woiwodschaft Kleinpolen, Powiat Proszowicki
- Borków Mały
- Posądza
- Szklana
-  Proszowice (DW775)
- Klimontów
- Ostrów

Woiwodschaft Heiligkreuz, Powiat Kazimierski
- Kamieńczyce
- Skorczów
- Donosy
-  Kazimierza Wielka (DW768)
- Jakuszowice
- Gabułtów
- Broniszów
-  Krzyż (DW770)

Woiwodschaft Heiligkreuz, Powiat Pińczowski
- Stawiszyce

Woiwodschaft Heiligkreuz, Powiat Buski
- Koniecmosty
-  Wiślica (DW771)
- Gorysławice
- Łatanice
- Siesławice
-  Busko-Zdrój (DK73, DW767, DW973)